# بيير واجوكا
بيير واجوكا (بالفرنسية: Pierre Wajoka)‏ (مواليد 19 ديسمبر 1978 في كاليدونيا الجديدة) لاعب كرة قدم كاليدوني دولي يجيد اللعب في خط الوسط . يلعب حاليا لصالح نادي ماغينتا الكاليدوني منذ 2007 .

## روابط خارجية
- بيير واجوكا على موقع الاتحاد الدولي (مؤرشف)  (الإنجليزية)
- بيير واجوكا على موقع قاعدة بيانات كرة القدم.إي يو (الإنجليزية)
- بيير واجوكا على موقع ناشيونال فوتبول تيمز (الإنجليزية)
- بيير واجوكا على موقع عالم كرة القدم.نت (الإنجليزية)
- بيير واجوكا على موقع كووورة